# 佩里鎮區 (印地安納州韋恩縣)
佩里鎮區（英語：Perry Township）是位於美國印地安納州韋恩縣的一個行政鎮區。

## 地方資料
根據2010年美國人口普查的數據，佩里鎮區的面積為45.20平方千米，當中陸地面積為45.10平方千米，而水域面積為0.10平方千米。當地共有人口835人，而人口密度為每平方千米18.47人。